# Гоноровский, Иосиф Семёнович
Ио́сиф Семё́нович Гоноро́вский (1 мая 1907, Одесса, Херсонская губерния — 28 сентября 1995, Москва) ― советский инженер, радиотехник, доктор технических наук (1941), профессор (1941), заслуженный деятель науки и техники РСФСР (1958), лауреат Государственной премии СССР (1988), создатель первого в СССР опытного передатчика для вещания на УКВ с применением частотной модуляции.

## Биография
Родился 1 мая 1907 года в Одессе, в семье песчанского мещанина Шимона-Мордко Шмуль-Лейбовича Гоноровского и Хаи Гоноровской. В 1929 году окончил в Одесский институт инженеров связи. 
В 1930-х годах преподавал в Ленинградском электротехническом институте связи, сначала в должности доцента, а затем — заведующего кафедрой радиопередающих устройств. Принимал активное участие в разработке систем дальней связи. По результатам этих работ написал монографии «Длинноволновые радиопередатчики» (1933) и «Проектирование RCL-радиопередатчиков» (1935).
В 1938 году защитил кандидатскую диссертацию, в 1941 — докторскую диссертацию, в том же ему было присвоено учёное звание профессора.
С началом Великой Отечественной войны был включён в группу специалистов, которая занималась вопросами радиоэлектронной борьбы с германскими средствами радиовещания. Ему было присвоено звание военный инженер 3 ранга. 
Из воспоминаний Гоноровского:

«Во время войны я… занимался радиоэлектронной борьбой ... в радиовещательном диапазоне… Группа, которая работала со мной, ... ловила излучение немецкой вещательной станции и выделяла несущую частоту в первозданном виде. Немецкие антифашисты помогали нам вносить в передачу иной текст на чистейшем немецком языке ..., ведёт Геббельс пропагандистскую речь, и тут врываются новые фразы, крайне оскорбительные для Гитлера, да и для самого Геббельса».
В декабре 1946 года он был назначен начальником лаборатории передающих устройств в ЦНИИ-108. Руководил работами по созданию синхротрона в качестве генератора сверхвысоких частот. Лаборатория Гоноровского вела организационные работы для опытного вещания на УКВ с применением частотной модуляции. По этим вопросам написал цикл научных трудов: монографии «Частотная модуляция и её применение» (1948) и «Радиосигналы и переходные явления в радиоцепях» (1954). Эти его работы по формированию и передачи ЧМ-сигналов способствовали освоению данной проблематики и надолго стали определяющими для специалистов в указанной области.
В 1946 году в Московском авиационном институте (МАИ) был создан радиотехнический факультет для подготовки специалистов в области авиационной радиоэлектроники. Гоноровский стал одним из основателей факультета и его дальнейшая жизнь и деятельность были связаны с МАИ.
Среди его учеников пять человек стали докторами наук и более тридцати ― кандидатами наук. Одним из его учеников был Борис Бункин, впоследствии известный ученый в области радиоэлектронных систем, дважды Герой Социалистического Труда, академик.
Иосиф Семёнович Гоноровский умер 28 сентября 1995 года в Москве.

## Награды
- Государственная премия СССР (1988)[5]
- Заслуженный деятель науки и техники РСФСР (1958)
- Премия имени 25-летия МАИ (1964) — за учебник «Радиотехнические цепи и сигналы» (первая премия)[6]